# Trung tâm Getty
Trung tâm Getty (tên bản địa: Getty Center), ở Los Angeles, California, Hoa Kỳ là khuôn viên thuộc Bảo tàng Getty và các chương trình khác của hệ thống Getty Trust. Trung tâm trị giá 1,3 tỷ USD mở cửa cho công chúng vào ngày 16 tháng 12 năm 1997 và nổi tiếng với kiến trúc, khu vườn và tầm nhìn toàn cảnh Los Angeles. Trung tâm nằm trên đỉnh đồi, du khách đỗ xe tại chân đồi rồi đi lên bằng hệ thống cáp treo tàu đệm khí ba toa.
Nằm tại vùng lân cận Brentwood, Los Angeles, Trung tâm Getty là một trong hai địa điểm của Bảo tàng J. Paul Getty và thu hút 1,8 triệu du khách mỗi năm (địa điểm kia là Getty Villa ở Pacific Palisades, Los Angeles, California. Trung tâm Getty trưng bày các bức tranh, hoạ phẩm, bản phác thảo, hình minh hoạ, điêu khắc, nghệ thuật trang trí châu Âu trước thế kỷ 20 và ảnh chụp từ thập niên 1830 đến nay từ khắp nơi trên thế giới. Ngoài ra, bộ sưu tập của Bảo tàng tại Trung tâm bao gồm các tác phẩm điêu khắc ngoài trời được trưng bày trên sân thượng và trong vườn như Vườn trung tâm do Robert Irwin thiết kế. Trong số các tác phẩm nghệ thuật được trưng bày phải kể đến bức hoạ Hoa diên vĩ của Vincent Van Gogh.
Do kiến trúc sư Richard Meier thiết kế, khuôn viên bao gồm cả Viện nghiên cứu Getty (GRI), Viện bảo tồn Getty, Quỹ Getty và J. Paul Getty Trust. Thiết kế đặc biệt này tính đến những lo ngại về động đất và hỏa hoạn.

## Địa điểm và lịch sử

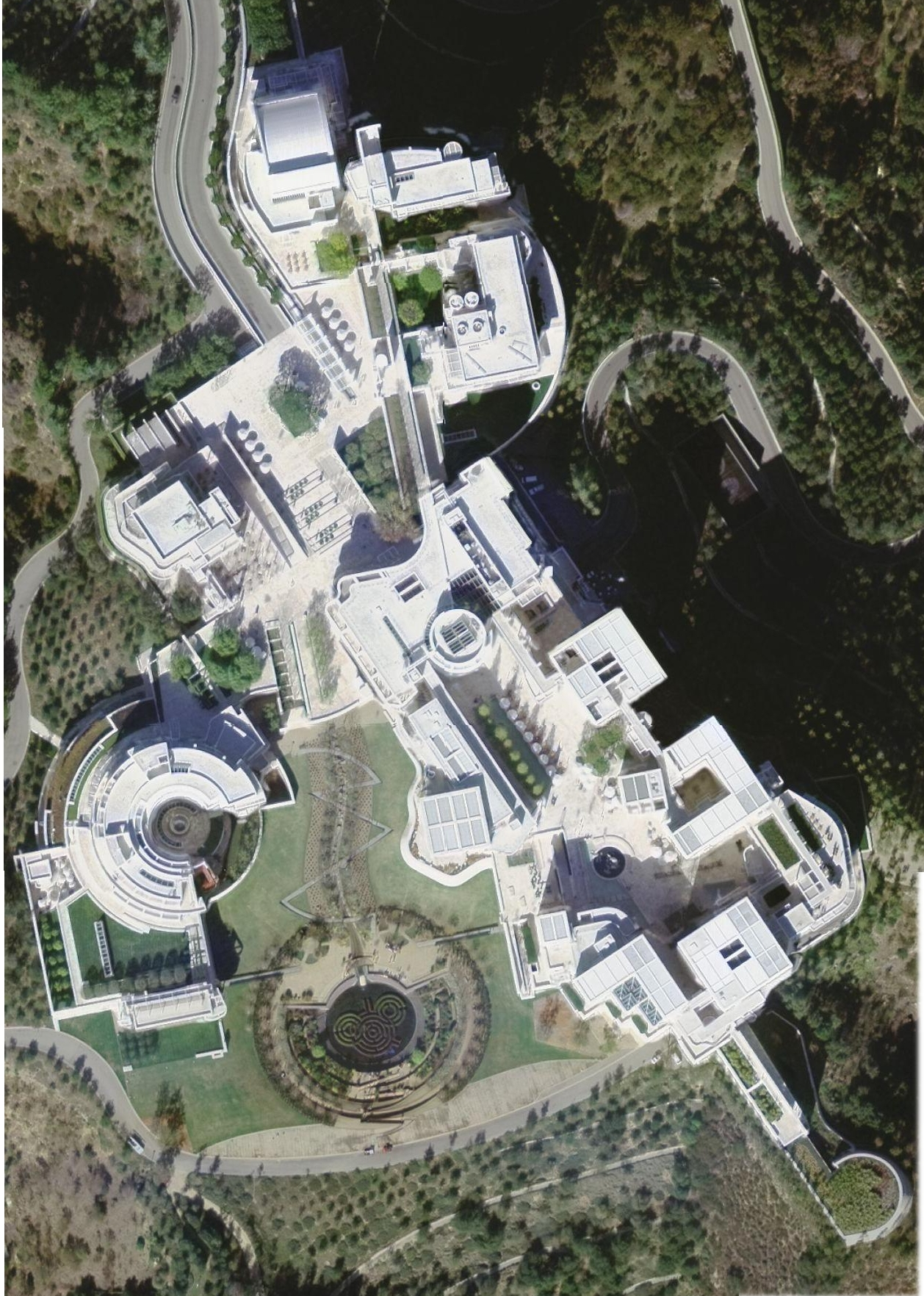
Hình ảnh vệ tinh của USGS về Trung tâm Getty. Tòa nhà hình tròn bên trái là Viện nghiên cứu Getty. Hai tòa nhà trên cùng là văn phòng hành chính Getty Trust và phần còn lại là Bảo tàng.

Ban đầu, Bảo tàng Getty nằm tại tư gia của J. Paul Getty ở Pacific Palisades vào năm 1954. Ông mở rộng nhà mình với một dãy bảo tàng. Vào thập niên 1970, Getty xây dựng bản sao của một biệt thự Ý để đặt bộ sưu tập của mình, nhà được mở cửa năm 1974. Sau khi Getty qua đời năm 1976, toàn bộ tài sản được chuyển cho Getty Trust để trưng bày bảo tàng. Tuy nhiên, địa điểm được đổi tên thành Getty Villa (Biệt thự Getty) không đáp ứng được khối lượng đồ sộ của bộ sưu tập nên ban quản lý đã kiếm một nơi thuận tiện hơn so với Los Angeles. Năm 1983 đã công bố mua mảnh đất toạ lạc trung tâm ngày nay có khuôn viên 24 mẫu Anh (9,7 ha) trên tổng diện tích 110 mẫu Anh (45 ha) ở dãy núi Santa Monica trên Xa lộ Liên bang Interstate 405, bao quanh là 600 mẫu Anh (240 ha) quang cảnh tự nhiên. Đỉnh đồi cao 900 foot (270 m) trên mực nước biển, nên khi thời tiết trong sáng, có thể nhìn thấy không chỉ đường chân trời Los Angeles mà cả dãy núi San Bernardinoi và dãy núi San Gabriel về phía đông cũng như Thái Bình Dương về phía tây.
Năm 1984, kiến trúc sư Richard Meier được chọn để thiết kế cho trung tâm tương lai. Sau quá trình cấp phép toàn diện cho sử dụng có điều kiện, công ty xây dựng Hathaway Dinwiddie bắt đầu vào tháng 8 năm 1989. Thời gian xây dựng bị trì hoãn đáng kể với ngày hoàn thành dự kiến được dời từ năm 1988 sang năm 1995 (tính toán của năm 1990). Tuy nhiên, đến năm 1995, khuôn viên chỉ mới "hoàn thành được hơn một nửa".
Cuối cùng, trung tâm đã mở cửa cho công chúng vào ngày 16 tháng 12 năm 1997. Mặc dù tổng chi phí dự án ước tính là 350 triệu đô la vào năm 1990, sau đó được ước tính lại là 1,3 tỷ đô la. Sau khi Trung tâm Getty mở cửa, biệt thự Getty được đóng cửa để cải tạo nâng cấp và mở cửa trở lại vào ngày 28 tháng 1 năm 2006, tập trung trưng bày văn hóa nghệ thuật Hy Lạp, La Mã và Etruria cổ đại.
Năm 2005, sau một loạt bài báo trên Los Angeles Times về các hoạt động chi tiêu của Getty Trust và chủ tịch lúc bấy giờ là Tiến sĩ Barry Munitz, Bộ trưởng Tư pháp California đã tiến hành điều tra Getty Trust, kết quả không có sai phạm. Ủy ban đồng ý bổ nhiệm một giám sát bên ngoài để soát xét các khoản chi tiêu trong tương lai. Getty Trust gặp khó khăn về tài chính trong năm 2008 và 2009 và cắt giảm 205 trong số 1.487 vị trí nhân viên trên ngân sách để giảm chi phí. Mặc dù ngân khoản tài trợ cho Getty Trust đạt 6,4 tỷ đô la vào năm 2007 nhưng đã giảm xuống còn 4,5 tỷ đô la vào năm 2009. Tài trợ tăng trở lại lên 6,2 tỷ đô la vào năm 2013. Báo cáo tài chính với kiểm toán độc lập KPMG cho thấy tài trợ trong tài khóa 2019 lên tới hơn 7,3 tỷ đô la.

## Kiến trúc

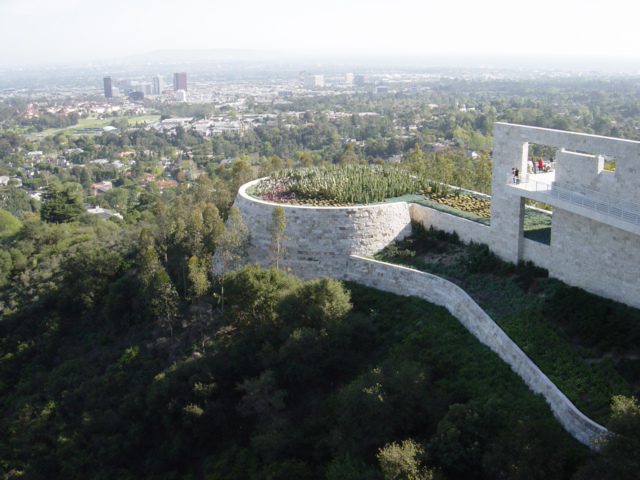
Vườn xương rồng nằm ở phía nam Trung tâm Getty, hậu cảnh là Los Angeles Westside.

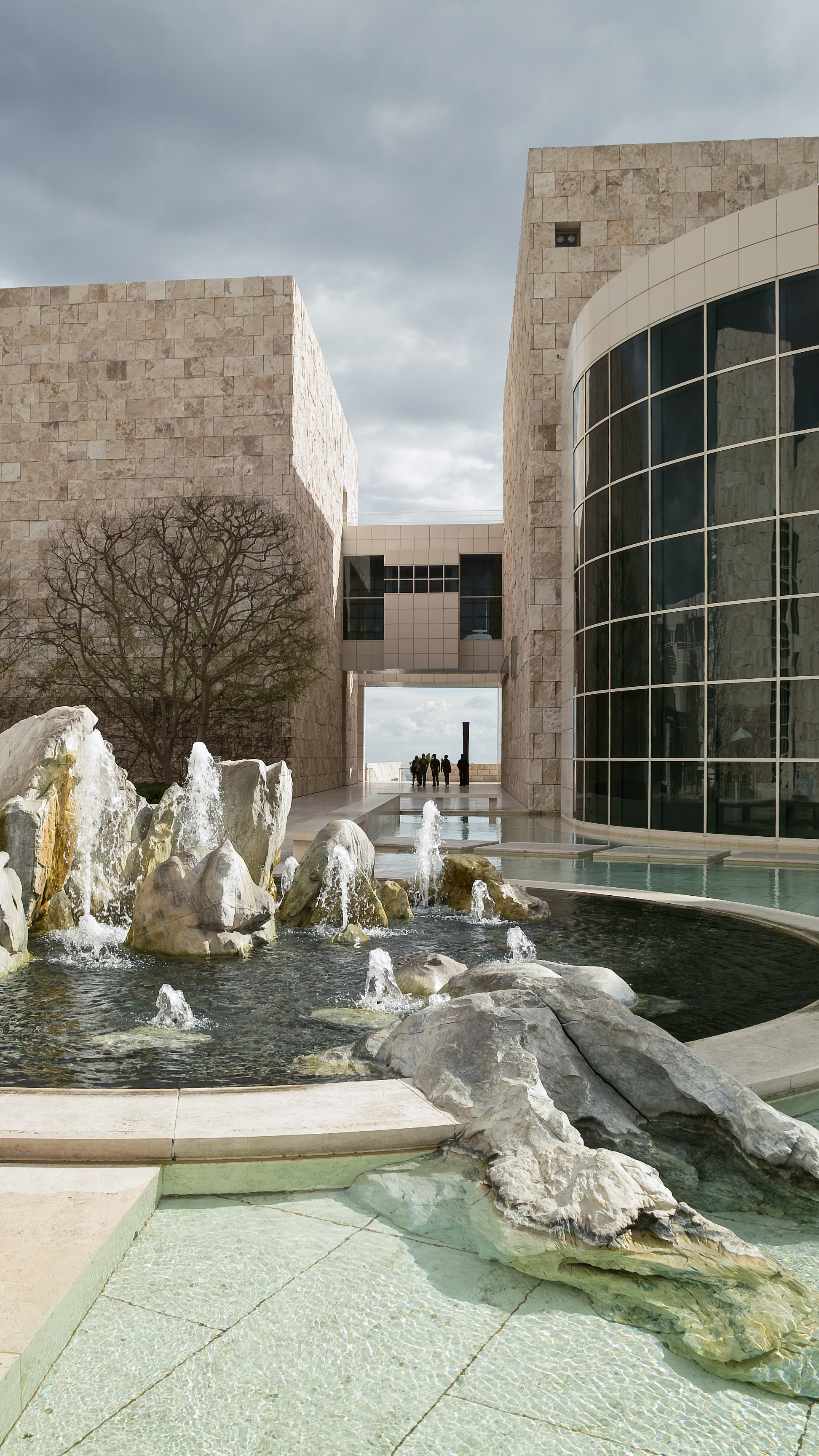
Đài phun nước trong sân Trung tâm Getty.

Meier khai thác địa thế tự nhiên của hai rãnh núi để xếp chồng hai sơ đồ lưới thiết kế với hai trục chính lệch nhau 22,5 độ. Một trục chính của bảo tàng bắt đầu từ quảng trường đến, xuyên qua cạnh cầu thang dẫn lên cửa chính, thẳng hàng với tâm và các cột của nhà tròn, thẳng theo những băng ghế dài trong sân giữa các sảnh, chạy theo lối đi hẹp giữa sảnh tây và sảnh nam cùng một cầu thang xuống vườn xương rồng và kết thúc tại vườn. Trục chéo tương ứng bắt đầu từ tâm tròn của vườn thư viện GRI, chạy qua tâm cửa vào nhà tròn và thẳng hàng với bức tường phía nam của nhà tròn. Mặc dù toàn bộ Bảo tàng được cân chỉnh trên các trục thay thế này, các phần của sảnh triển lãm và sảnh đông được căn chỉnh trên trục bắc nam thực sự cho thấy cả hai hệ thống sơ đồ lưới đều tồn tại trong khuôn viên.
Ô lưới cơ bản là hình vuông cạnh 30 inch (76 cm); hầu hết kích thước tường và sàn đều dẫn xuất theo độ dài này. Các tòa nhà tại Trung tâm Getty được dựng từ bê tông cốt thép với tấm ốp bằng đá travertin hoặc nhôm. Khoảng 1.200.000 foot vuông (110.000 m2) đá travertin được sử dụng trong toàn bộ quá trình xây dựng.

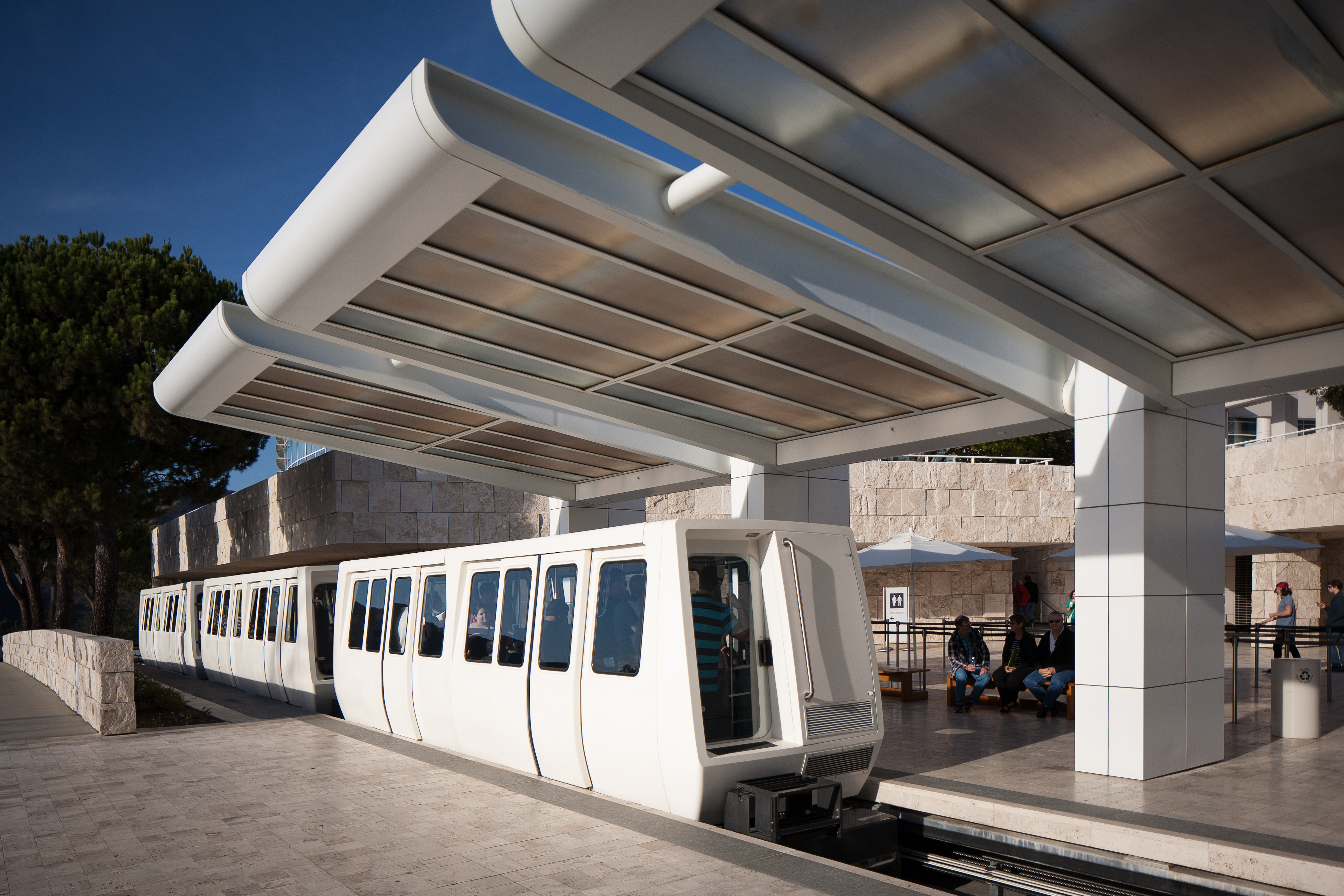
Trạm tàu điện tại quảng trường đến.

Bảo tàng có hầm đỗ xe sâu bảy tầng với hơn 1.200 chỗ (phí đỗ là 20 đô la một xe và 15 đô la sau 3 giờ chiều). Mái nhà để xe có một vườn điêu khắc ngoài trời. Hệ thống Getty Center Tram là tàu đệm khí ba toa chuyên chở hành khách giữa nơi đỗ xe dưới chân đồi và Bảo tàng tại đỉnh đồi.

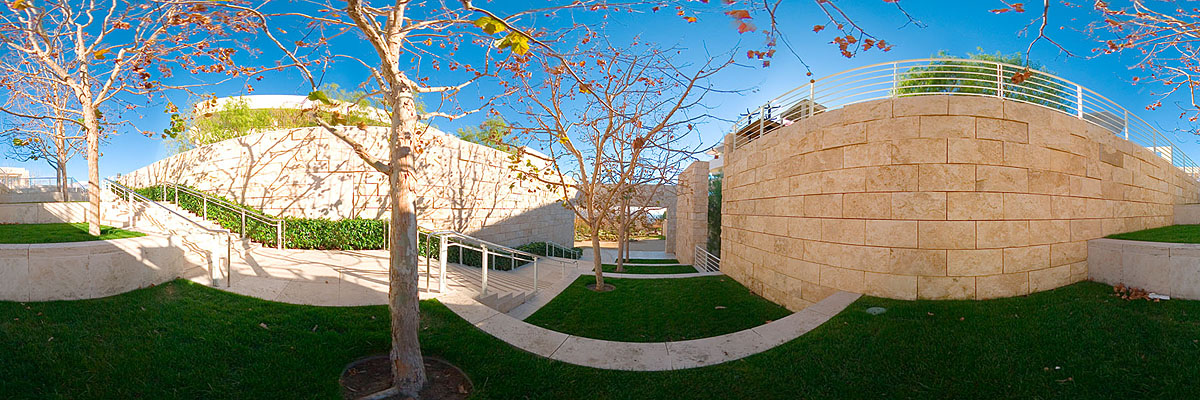
Cầu thang dẫn xuống Vườn trung tâm.

## Bảo tàng
Bảo tàng J. Paul Getty ước tính có 1,8 triệu du khách hàng năm, là một trong những bảo tàng được ghé thăm nhiều nhất ở Hoa Kỳ. Vé vào cổng bảo tàng luôn miễn phí. Bộ sưu tập của Bảo tàng J. Paul Getty trưng bày tại Trung tâm Getty gồm "các bức tranh, hoạ phẩm, bản phác thảo, hình minh hoạ, điêu khắc, nghệ thuật trang trí châu Âu trước thế kỷ 20 và ảnh chụp Âu Mỹ thế kỷ 19 và 20". Các bức tranh nổi tiếng có thể kể đến như: 

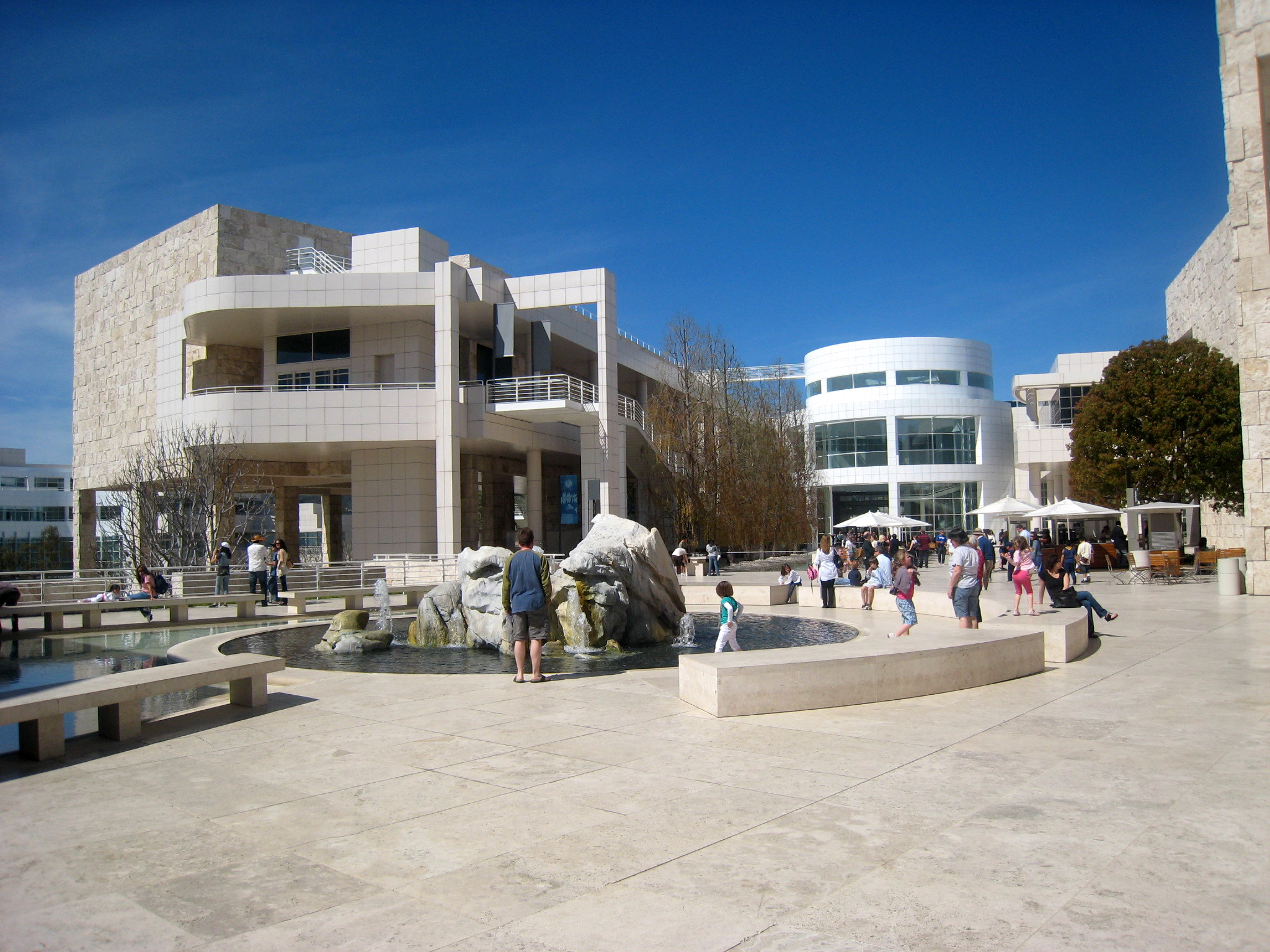
Sảnh Triển lãm và Nhà tròn nhìn từ sân giữa.

- Arii Matamoe của Paul Gauguin (1892). Giám đốc Bảo tàng Michael Brand tuyên bố việc mua bức tranh là "một trong những thời điểm quan trọng trong lịch sử bộ sưu tập của chúng tôi."[27] Trong tiếng Tahiti, arii nghĩa là "hoàng gia quý tộc" còn matamoe nghĩa là "đôi mắt ngủ" chỉ về "cái chết".[28]
- Hoa diên vĩ của Vincent van Gogh (1889). Bảo tàng mua bức tranh vào năm 1990. Giá bán vào năm 1987 là 53,9 triệu đô la.[29]
- Chân dung một Vệ binh cầm giáo của Pontormo (1528–1530). Khi Bảo tàng mua được bức tranh với giá 35,2 triệu đô la trong cuộc đấu giá năm 1989, "mức giá đã tăng hơn gấp ba lần kỷ lục trước đó trong cuộc đấu giá cho một bức tranh của Lão Họa sư".[30]
- Bản sao Chân dung Louis XIV, có kích thước 114 × 62-5/8 inch của xưởng vẽ Hyacinthe Rigaud (sau năm 1701).[31]

Bộ sưu tập ảnh phong phú của Getty nằm ở tầng dưới của sảnh tây.

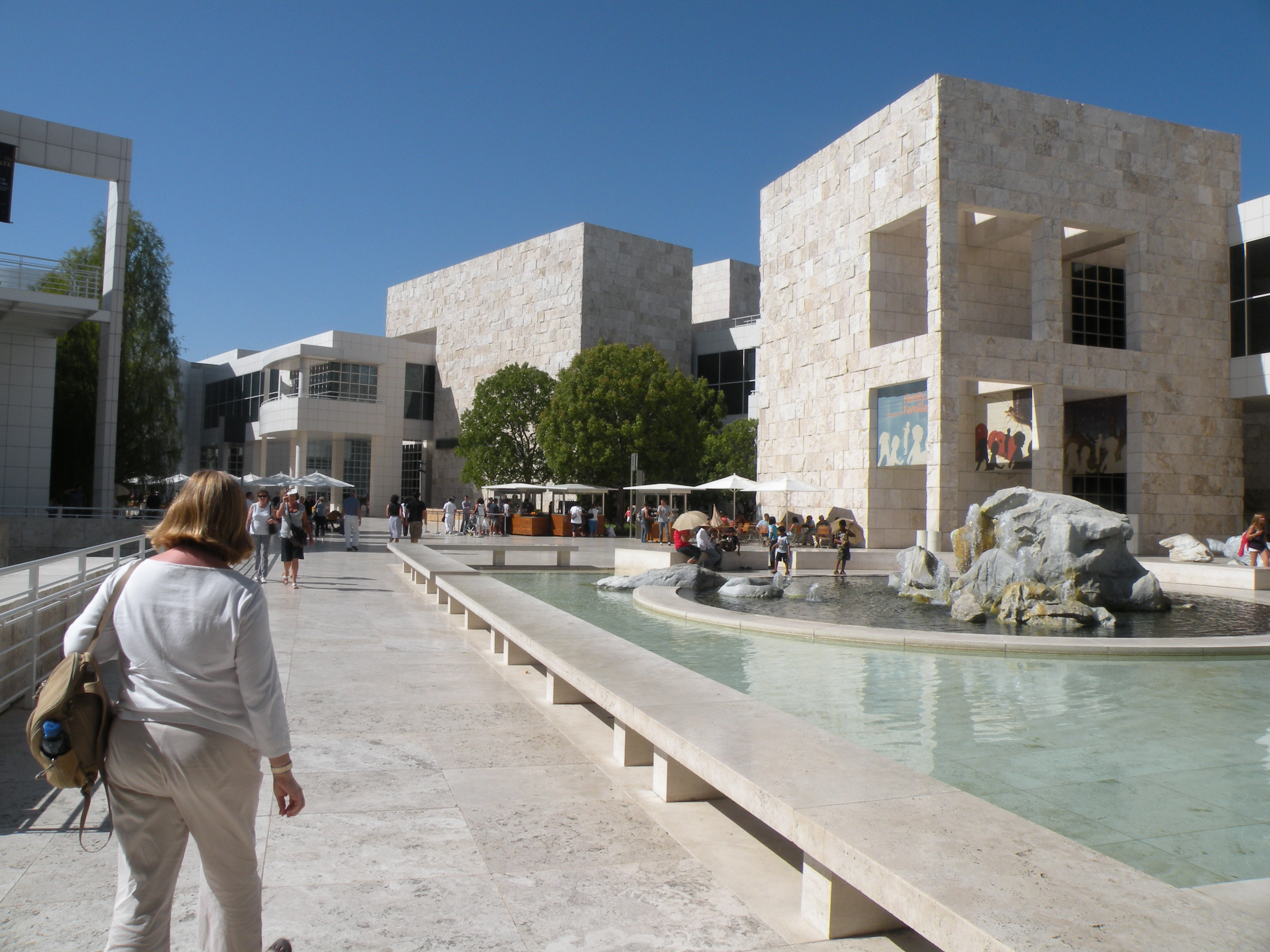
Sân trong của Bảo tàng.

Tòa nhà chính Bảo tàng có ba tầng dùng để làm việc và lưu trữ, không dành cho tham quan. Năm tòa hai tầng cho tham quan được gọi là sảnh Bắc, Đông, Nam, Tây và Triển lãm. Sảnh Triển lãm dùng làm nơi trưng bày tạm thời cho các bộ sưu tập nghệ thuật và tác phẩm lưu động do các sảnh kia đã hết chỗ. Bộ sưu tập cố định được trưng bày qua bốn sảnh còn lại được chia theo thời gian: lâu đời nhất ở sảnh bắc cho đến mới nhất ở sảnh tây. Tầng dưới các sảnh trưng bày dùng ánh sáng đèn do các tác phẩm nhạy cảm với ánh sáng mặt trời. Tầng hai bố trí cửa sổ trần điều khiển bằng máy tính cho phép tranh vẽ được trưng bày dưới ánh sáng tự nhiên. Tầng trên của các tòa được thông với nhau qua cầu bằng kính có mái hiên mở giúp du khách có thể nhìn ra sườn đồi xung quanh và quảng trường trung tâm. Tác phẩm điêu khắc cũng được đặt ở nhiều điểm khác nhau, cả ở hiên nhà và ban công. Tầng dưới có quán cà phê bên trong và ngoài trời, dùng để trưng bày nhiếp ảnh.

## Vườn trung tâm

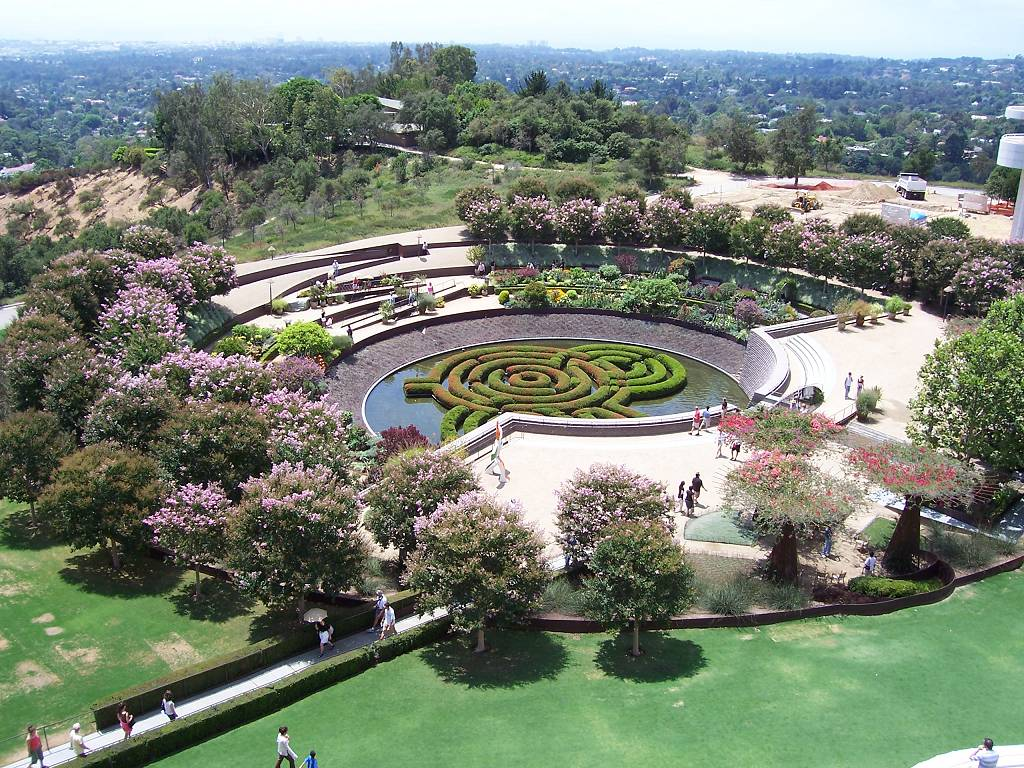
Vườn trung tâm nhìn từ Bảo tàng

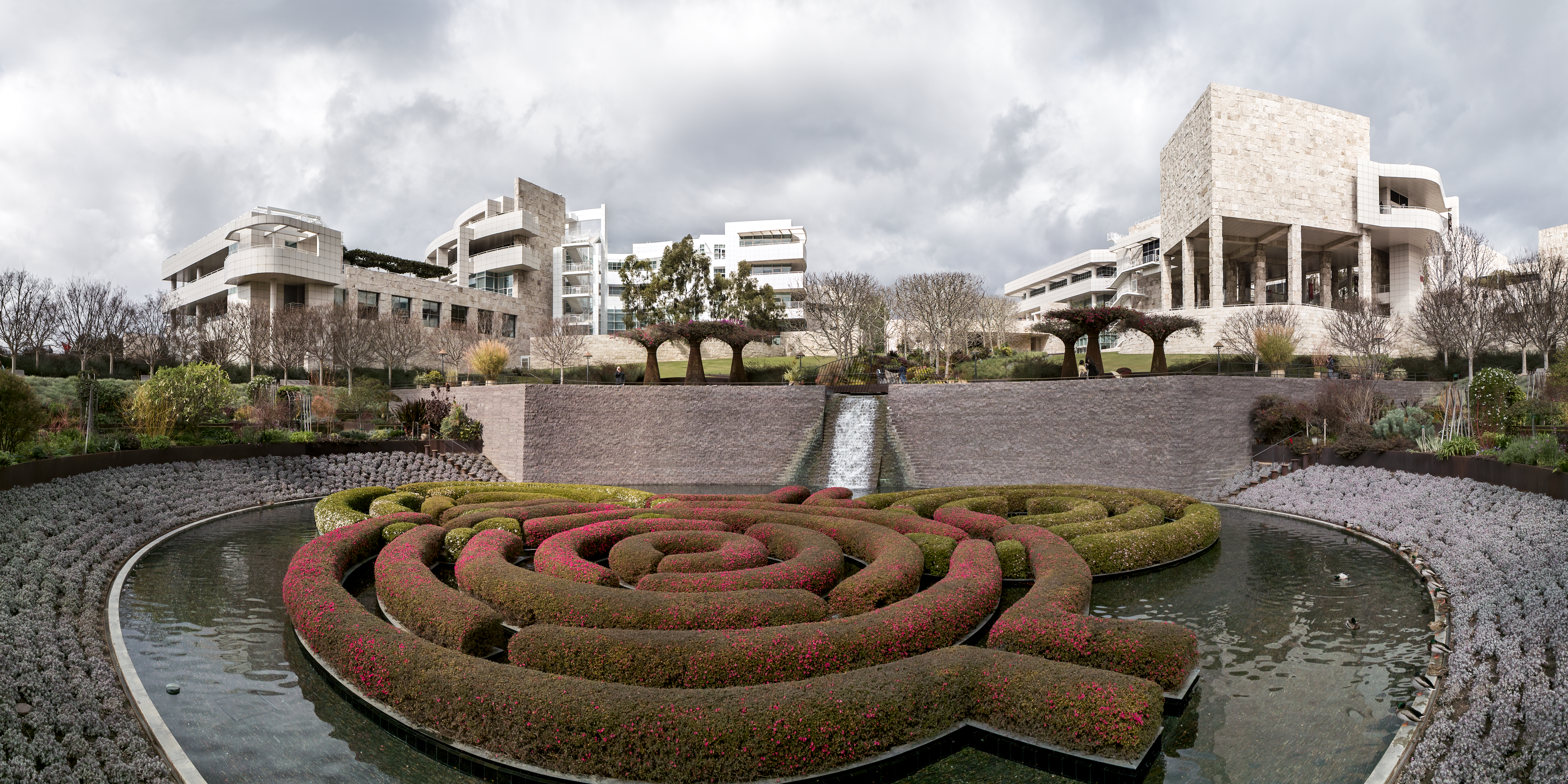
Trung tâm Getty nhìn từ khu vườn.

Vườn trung tâm rộng 134.000 foot vuông (12.400 m2) là tác phẩm của họa sĩ Robert Irwin. Vườn bắt đầu được quy hoạch vào năm 1992, khởi công vào năm 1996 và hoàn tất vào tháng 12 năm 1997.
Lời Irwin thường được trích dẫn khi nói về Vườn trung tâm "là tác phẩm điêu khắc trong hình dạng khu vườn, vì mục đích nghệ thuật". Nước đóng vai trò quan trọng trong vườn. Một đài phun nước gần nhà hàng chảy về phía vườn và tạo thành một thác nhỏ đổ vào hang nhỏ ở tường bắc khu vườn. Dòng suối sau đó chảy xuống sườn đồi đổ vào hồ đỗ quyên. Những tảng đá và vật cản có kích thước khác nhau đặt dưới lòng suối để thay đổi tiếng nước chảy. Một con suối tỏa nhánh xuống quảng trường, trong khi lối đi bộ cắt ngang dòng suối, đi qua quảng trường và thác đá tới hồ nước tròn. Một mê cung hoa đỗ quyên lơ lửng trong hồ, xung quanh là hàng loạt cây cảnh khác. Hơn 500 thực vật được bố trí trong Vườn trung tâm nhưng cách sắp đặt "luôn thay đổi, không bao giờ lặp lại".
Sau thiết kế ban đầu, vào năm 2007, một vườn điêu khắc ngoài trời "Vườn hiên thấp" được thêm vào ở phía tây của Vườn trung tâm, ngay dưới một cánh của tòa nhà GRI.

## Viện nghiên cứu Getty (GRI)
Viện Nghiên cứu Getty (GRI) "dành riêng cho việc nâng cao kiến thức và nâng cao hiểu biết về nghệ thuật thị giác". Trong số các tài sản khác, thư viện nghiên cứu của GRI chứa hơn 900.000 tập sách, ấn phẩm định kỳ và danh mục đấu giá; các bộ sưu tập đặc biệt và hai triệu bức ảnh nghệ thuật và kiến trúc. Các hoạt động khác của GRI bao gồm triển lãm, xuất bản và chương trình học giả ký túc. Tại Trung tâm Getty, GRI nằm ở phía tây Bảo tàng. Tòa nhà GRI có hình tròn bao quanh một vườn cảnh và nằm ở phía tây Vườn trung tâm. Lối vào chính của GRI được kết nối bằng một hiên dài với sân đến chính của Bảo tàng với các tác phẩm điêu khắc ngoài trời được đặt dọc theo đường đi.

## Các văn phòng khác

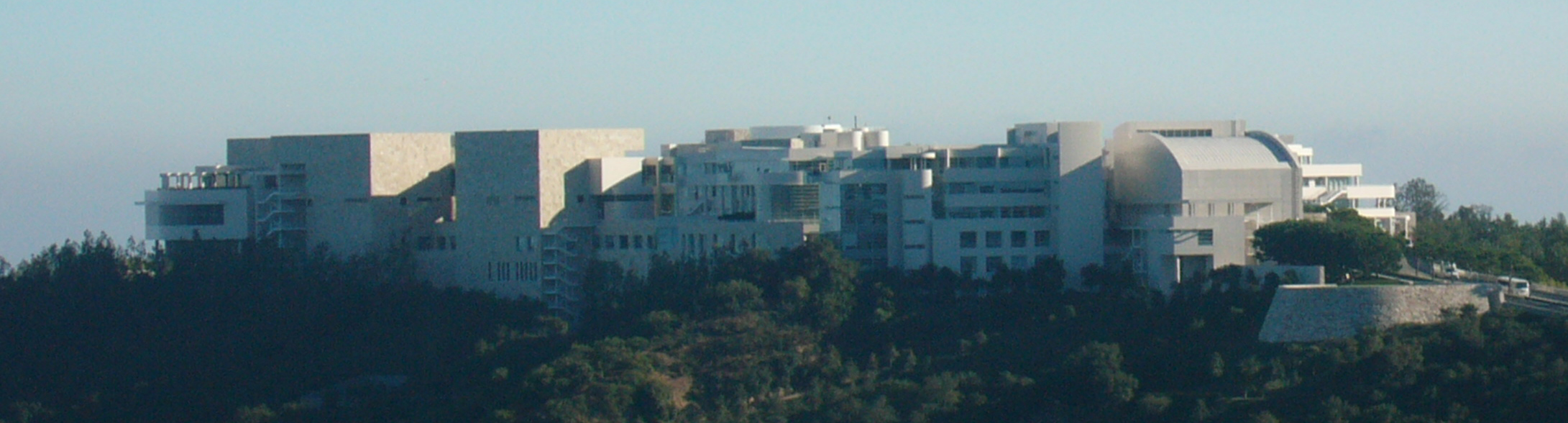
Trung tâm Getty nhìn từ một ngọn đồi ở Bel-Air. Tòa nhà phía Đông, Bắc và Thính phòng gần ống kính nhất.

Meier cũng thiết kế ba tòa nhà khác nằm cạnh mỏm đá phía bắc và lệch một góc 22,5 độ so với trục chính của các sảnh Bảo tàng. Tòa nhà xa nhất về phía bắc nhất dùng làm thính phòng. Bên cạnh là Tòa Bắc còn Tòa Đông nằm xen giữa Tòa Bắc và nhà tròn. Lối vào chính của Tòa Đông có kết cấu vòm tròn bao lấy thang máy. Một cây cầu bắc qua sân trũng nối lối vào chính Tòa Đông với lối đi chính kết nối thính phòng và Tòa Bắc với nhà tròn. Những tòa nhà này là nơi làm việc của Viện Bảo tồn Getty (GCI), J. Paul Getty Trust và Quỹ Getty. Các tòa nhà này thường không mở cửa cho công chúng ngoại trừ các sự kiện đặc biệt được tổ chức tại thính phòng.
GCI đi vào hoạt động từ năm 1985, trụ sở chính đặt tại Trung tâm Getty nhưng cũng có các cơ sở tại biệt thự Getty. GCI "phục vụ cộng đồng bảo tồn thông qua nghiên cứu khoa học, giáo dục và đào tạo, các dự án mô hình hiện trường và phổ biến kết quả nghiên cứu của mình và các tổ chức khác trong lĩnh vực này" và "tuân thủ các nguyên tắc hướng dẫn công việc của Getty Trust: dịch vụ, hoạt động từ thiện, giảng dạy và tiếp cận". GCI có các hoạt động trong cả bảo tồn nghệ thuật lẫn bảo tồn kiến trúc.
Quỹ Getty (Getty Foundation) trao giải thưởng cho "nghiên cứu bảo tồn nghệ thuật thị giác". Ngoài ra, quỹ cũng điều hành Viện Lãnh đạo Getty (Getty Leadership Intstitute) cho "các nhà lãnh đạo bảo tàng hiện tại và tương lai". Các văn phòng của quỹ nằm ở phía bắc Bảo tàng. Các văn phòng cơ sở nằm trong hai tòa nhà hành chính ở phía bắc Bảo tàng. J. Paul Getty Trust cũng có văn phòng ở đó với nhiệm vụ giám sát Viện Bảo tồn Getty, Quỹ Getty, Viện Nghiên cứu Getty và Bảo tàng J. Paul Getty.

## Đề phòng thiên tai

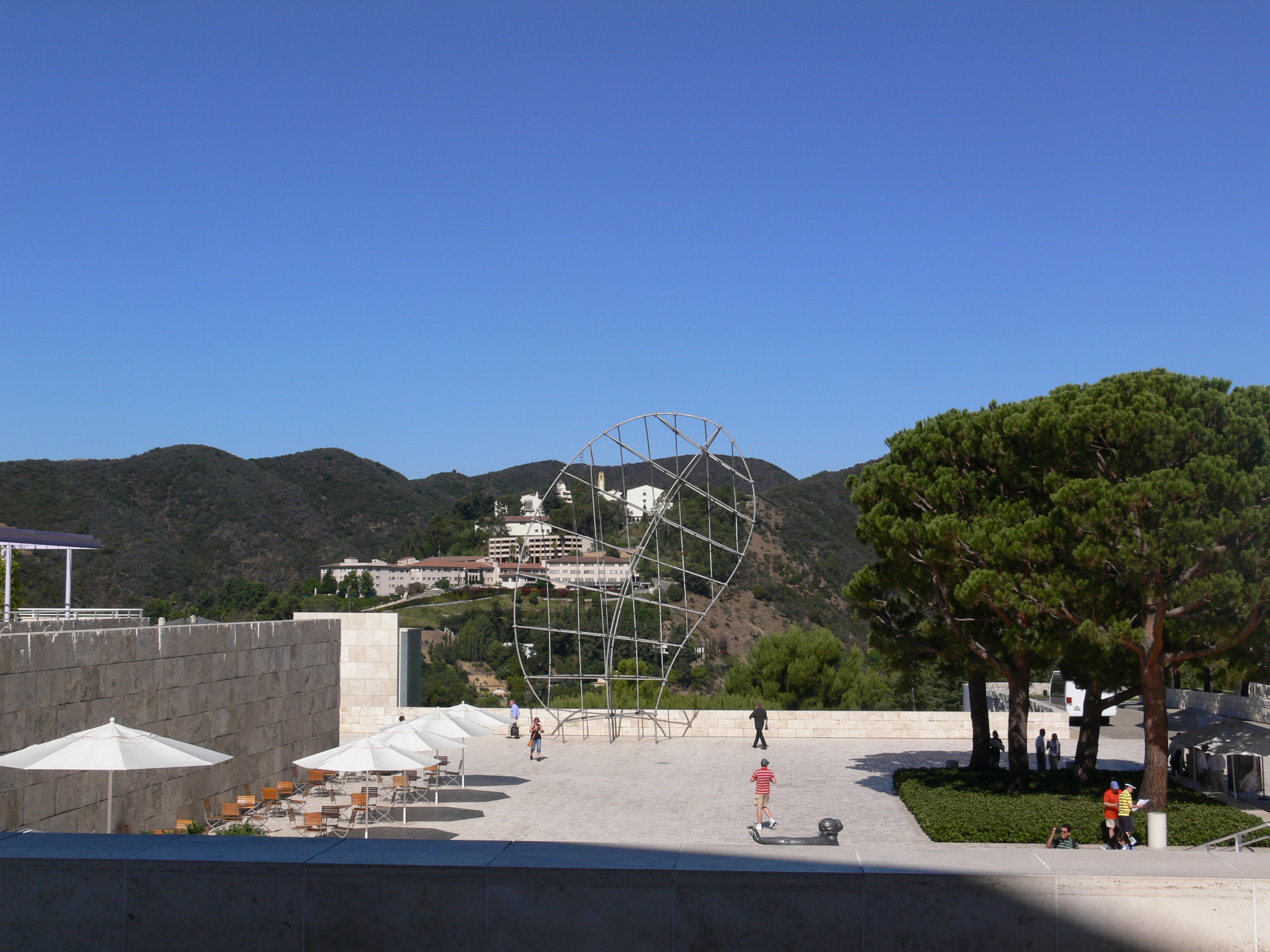
Nhìn từ lối vào chính theo hướng bắc về phía quảng trường đến

### Động đất
Mặc dù vị trí của Trung tâm Getty được cho là ít chịu ảnh hưởng của những địa chấn thường xuyên tại khu vực Los Angeles nhưng vào năm 1994 đã xảy ra trận động đất ở Northridge ngay trong thời gian xây dựng. Nó gây ra "những vết nứt đáng kinh ngạc... trong các mối hàn và mối nối của khung thép". Từ đó dẫn đến việc phải gia cố thêm thép cho công trình. Các tòa nhà của Trung tâm Getty được đánh giá cho là có thể chịu được động đất mạnh 7,5 độ Richter.

### Hỏa hoạn
Trong 16 máy biến áp tại Trung tâm Getty, silicon lỏng được dùng làm chất làm mát "ít nguy cơ bắt lửa" hơn chất làm mát hydrocacbon. Các bụi cây khô dễ cháy bản địa (chaparral) được phát quang và các sườn núi xung quanh được trồng cây dại Iva chịu lửa. Hàng năm, một đàn dê được thuê để để làm sạch các bụi cây trên các quả đồi quanh đó.

Ở đầu phía bắc Trung tâm Getty, một bồn chứa dung tích 1.000.000 gal Mỹ (3.800.000 l) cùng với một sân bay trực thăng phủ cỏ dành cho máy bay trực thăng lấy nước. Đoạn đường từ quảng trường đến nối với Bảo tàng được xây dựng để xe cứu hỏa có thể đi qua. Bên trong Bảo tàng thiết kế hệ thống phun chống cháy để cân bằng "giữa thiệt hại tiềm tàng của hỏa hoạn và nguy cơ nước phá hỏng các tác phẩm nghệ thuật có giá trị".